# Morbid Tales
Morbid Tales debitantski je EP švicarskog ekstremnog metal sastava Celtic Frost. EP je objavljen u studenom 1984. godine, a objavila ga je diskografska kuća Noise Records.

## Počasti
Intenzitet thrash metala na Morbid Tales imao je ogroman utjecaj na razvoj tadašnjeg death metala i black metala. Elemente su kasnije prisvojili pioniri oba žanra. Turoban i ozbiljan modni stil sastava također je uvelike utjecao na kasnije sastave, što uključuje i corpse paint. Godine 2017., časopis Rolling Stone stavio je Morbid Tales na 27. mjesto njihove ljestvice '100 najboljih metal albuma svih vremena.'

## Popis pjesama
Svu glazbu napisao je Thomas Gabriel Fischer, sve tekstove napisali su Thomas Gabriel Fischer i Martin Ain, osim gdje je drugačije naznačeno.
| 1. | »Into the Crypts of Rays« | 4:46 |
| 2. | »Visions of Mortality«    | 4:48 |

| Strana B | Strana B                       | Strana B | Strana B | Strana B | Strana B | Strana B | Strana B | Strana B | Strana B |
| Br.      | Skladba                        | Trajanje |          |          |          |          |          |          |          |
| -------- | ------------------------------ | -------- | -------- | -------- | -------- | -------- | -------- | -------- | -------- |
| 3.       | »Procreation (Of the Wicked)«  | 4:05     |          |          |          |          |          |          |          |
| 4.       | »Return to the Eve«            | 4:08     |          |          |          |          |          |          |          |
| 5.       | »Danse Macabre« (instrumental) | 3:52     |          |          |          |          |          |          |          |
| 6.       | »Nocturnal Fear«               | 3:38     |          |          |          |          |          |          |          |
| 24:51    |                                |          |          |          |          |          |          |          |          |

## Zasluge
Celtic Frost
- Tom Warrior – vokali, gitara, produciranje, inženjer zvuka, dizajn
- Martin Ain – bas-gitara, prateći vokali, produciranje, inženjer zvuka, dizajn

Dodatni glazbenici
- Steve Priestly – bubnjevi, udaraljke
- Horst Müller – dodatni vokali
- Hertha Ohling – dodatni vokali
- Wolf Bender – violina

Ostalo osoblje
- Urs Sprenger – omot albuma, tipografija
- Walter Schmid – remastering
- Burzelbar Martin Kyburz – fotografija
- "Mad" Horst Müller	– produciranje, miksanje, inženjer zvuka, mastering
- Karl-U. Walterbach – izvršni producent